# Jaak-Heinrich Jagor
Jaak-Heinrich Jagor (* 11. Mai 1990 in Pärnu, Estnische SSR, UdSSR) ist ein estnischer Hürdenläufer, der sich auf die 400-Meter-Distanz spezialisiert hat, aber auch über die flache Distanz an den Start geht.

## Sportliche Laufbahn
Erste internationale Erfahrungen sammelte Jaak-Heinrich Jagor im Jahr 2009, als er bei den Junioreneuropameisterschaften in Novi Sad im 110-Meter-Hürdenlauf mit 14,50 s in der ersten Runde ausschied. 2014 qualifizierte er sich dann über 400 m Hürden erstmals für die Europameisterschaften in Zürich, bei denen er mit 52,67 s im Vorlauf ausschied. Im Jahr darauf nahm er an den Weltmeisterschaften in Peking teil, schied dort aber mit 50,29 s in der Vorrunde aus. Bei den Leichtathletik-Europameisterschaften 2016 in Amsterdam schied er mit 49,65 s im Halbfinale aus und trat auch mit der estnischen 4-mal-400-Meter-Staffel an, erreichte dort mit 3:10,63 min aber nicht das Finale. Zudem qualifizierte er sich für die Teilnahme an den Olympischen Spielen in Rio de Janeiro, bei denen er mit 49,78 s in der ersten Runde ausschied.
2017 gelangte er bei den Weltmeisterschaften in London bis in das Halbfinale und schied dort mit 50,43 s aus, ehe er bei der Sommer-Universiade in Taipeh in 50,71 s den achten Platz belegte. Im Jahr darauf schied er bei den Europameisterschaften in Berlin mit 50,41 s im Halbfinale aus und 2019 erreichte er bei den Europaspielen in Minsk mit der gemischten Staffel in 3;24,11 min Rang 17.
In den Jahren 2016 und 2017 sowie 2019 und 2020 wurde Jagor estnischer Meister im 400-Meter-Hürdenlauf sowie von 2015 bis 2017 Hallenmeister im 400-Meter-Lauf.

## Persönliche Bestleistungen
- 400 Meter: 47,65 s, 23. Juni 2017 in Vaasa
  - 400 Meter (Halle): 47,54 s, 18. Februar 2017 in Tallinn
- 400 m Hürden: 49,37 s, 9. August 2015 in Tallinn